# أبي أباد
أبي أباد هي قرية في مقاطعة نائين، إيران. عدد سكان هذه القرية هو 24 في سنة 2006.